# Stazione di Miseglia Inferiore
Stazione di Miseglia Inferiore 1964-ben bezárt vasútállomás Olaszországban, Carrara településen.

## Vasútvonalak
Az állomást az alábbi vasútvonalak érintették:
- Carrara Private Marble-vasútvonal

## Kapcsolódó állomások
A vasútállomáshoz az alábbi állomások vannak a legközelebb:
- Stazione di Torano
- Stazione di Carrara Monterosso
- Stazione di Canalie